# .600 Nitro Express

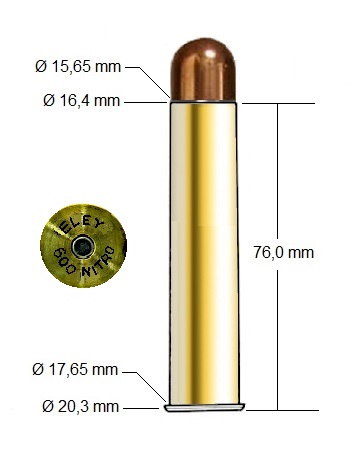
Dimensões do .600 Nitro Express.

O .600 Nitro Express (designado como 600 N.E. pela C.I.P.) é um cartucho de fogo central para rifles da família Nitro Express de grosso calibre, desenvolvido pela W.J. Jeffery & Co e voltado para a atividade de caça de animais de grande porte, como por exemplo, elefantes.

## Características
O .600 Nitro Express é um cartucho de rifle de de fogo central de paredes ligeiramente cônicas, com comprimento total de 3,68 polegadas (93 mm), sendo    projetado para uso em rifles de cano duplo e de tiro único.
O cartucho dispara um projétil de 0,620 polegadas (15,7 mm) de diâmetro, 900 gr (58 g) com três alternativas de cargas sendo: a carga padrão 100 gr (6,5 g) de cordite gerando uma velocidade de saída de 1.850 pés/s (560 m/s ); com uma carga de 110 gr (7,1 g), a mais popular, gera velocidade de 1.950 pés/s (590 m/s); e uma carga de 120 gr (7,8 g) gerando uma velocidade de 2.050 pés/s (620 m/s).
Devido às forças de recuo geradas por este cartucho, rifles que o disparavam, normalmente pesam até 16 libras (7,3 kg).

## Dimensões

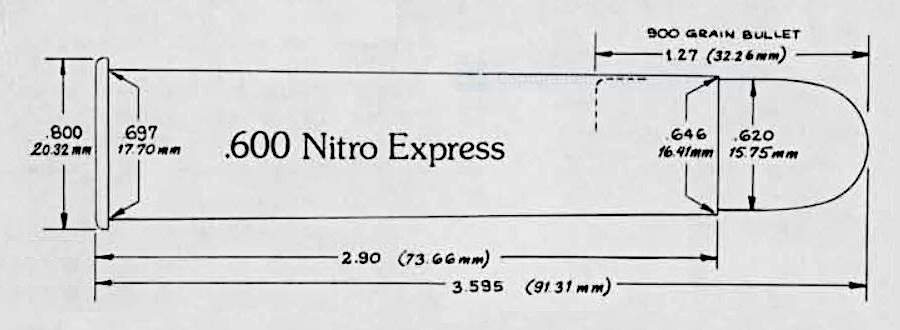

## Histórico
O .600 N.E. foi desenvolvido pelo fabricante de armas londrino: WJ Jeffery & Co. As fontes variam sobre a data de seu lançamento, tudo indica no entanto, que em 1900 o primeiro rifle para o .600 Nitro Express foi produzido pela WJ Jeffery & Co, um rifle Rifle tipo martelo de cano duplo de 15 lb (6,8 kg). Jefferys produziu cerca de setenta rifles em .600 Nitro Express em quatro ações, martelo de cano duplo quebra-aberto, único cano quebra-aberto, bloco de queda e duplo cano quebra-aberto com e sem ejetores. [4]
Até a introdução do .700 Nitro Express em 1988, o .600 Nitro Express era o cartucho de rifle de caça mais poderoso comercialmente disponível no mundo. Além da "WJ Jeffery & Co", vários fabricantes de armas ofereceram e continuam a oferecer rifles com câmara para o .600 Nitro Express, embora em 2009 tenha sido estimado pela Holland & Holland que apenas cerca de cem rifles .600 Nitro Express foram produzidos até então.

### Serviço na 1ª Guerra Mundial
Em 1914 e no início de 1915, snipers alemães estavam enfrentando posições do Exército Britânico impunemente, por trás de placas de aço resistentes à munição .303 British MK II com bala ogival (RN – "round nose"). Em uma tentativa de conter essa ameaça, o "War Office" comprou sessenta e dois rifles esportivos de grosso calibre de fabricantes de rifles britânicos, incluindo quatro rifles .600 Nitro Express, que foram alocados em alguns regimentos. Esses rifles de grosso calibre provaram ser muito eficazes contra as placas de aço usadas pelos alemães, em seu livro Sniping in France 1914-18, o Maj. H. Hesketh-Prichard, DSO, MC afirmou que eles "as perfuravam como manteiga".
Stuart Cloete, oficial atirador do regimento "King's Own Yorkshire Light Infantry", afirmou: "Usamos um rifle esportivo pesado - um .600 Express. Estes foram doados ao exército por caçadores de grandes animais, quando acertamos uma placa, ela é perfurada. Mas tinham que ser disparados de pé ou ajoelhado para resistir ao recuo. O primeiro homem que disparou de bruços teve sua clavícula quebrada".

## Utilização
O .600 Nitro Express, junto com o .577 Nitro Express, era uma arma de backup especializada para caçadores de elefantes profissionais. Pesado demais para ser carregado o dia todo e usado com eficácia, geralmente era carregado por um portador de arma. Ele era usado quando animais de pele grossa e quando um tiro eficaz no coração e nos pulmões não era possível.
Em seu livro African Rifles and Cartridges, John "Pondoro" Taylor diz que o choque de um tiro na cabeça de uma bala .600 Nitro Express é suficiente para "nocautear" um elefante por até meia hora.

### Como estojo pai
Em 1929, a Holland & Holland produziu o .600/577 Rewa ao estreitar o .600 Nitro Express para aceitar uma bala de .582 pol. (14,8 mm).

### Usuários famosos
No decorrer de sua carreira, "Pondoro" Taylor possuía e usava dois rifles duplos .600 Nitro Express, primeiro era regulado para cargas de 110 gr, o segundo era um rifle duplo da WJ Jeffery & Co que pesava 16 libras (7,26 quilogramas) e tinha um cano de 24 polegadas (610 mm) e era regulado para cargas de 100 gr. Ele afirma que gostava muito de seu Jeffery .600, que ele usou como um segundo rifle reserva para um rifle Jeffery em .400 Jeffery Nitro Express, e com ele matou entre 60 e 70 elefantes.
Bror von Blixen-Finecke, Karl Larsen e o Major Percy Powell-Cotton, todos usaram rifles da W.J. Jeffery & Co em .600 Nitro Express extensivamente.

### Em filmes
No filme The Lost World: Jurassic Park, um dos personagens principais (Roland Tembo) usa um Searcy Double Barrel Rifle com câmara em .600 Nitro Express.